# Historia de la Semana Santa en Valladolid

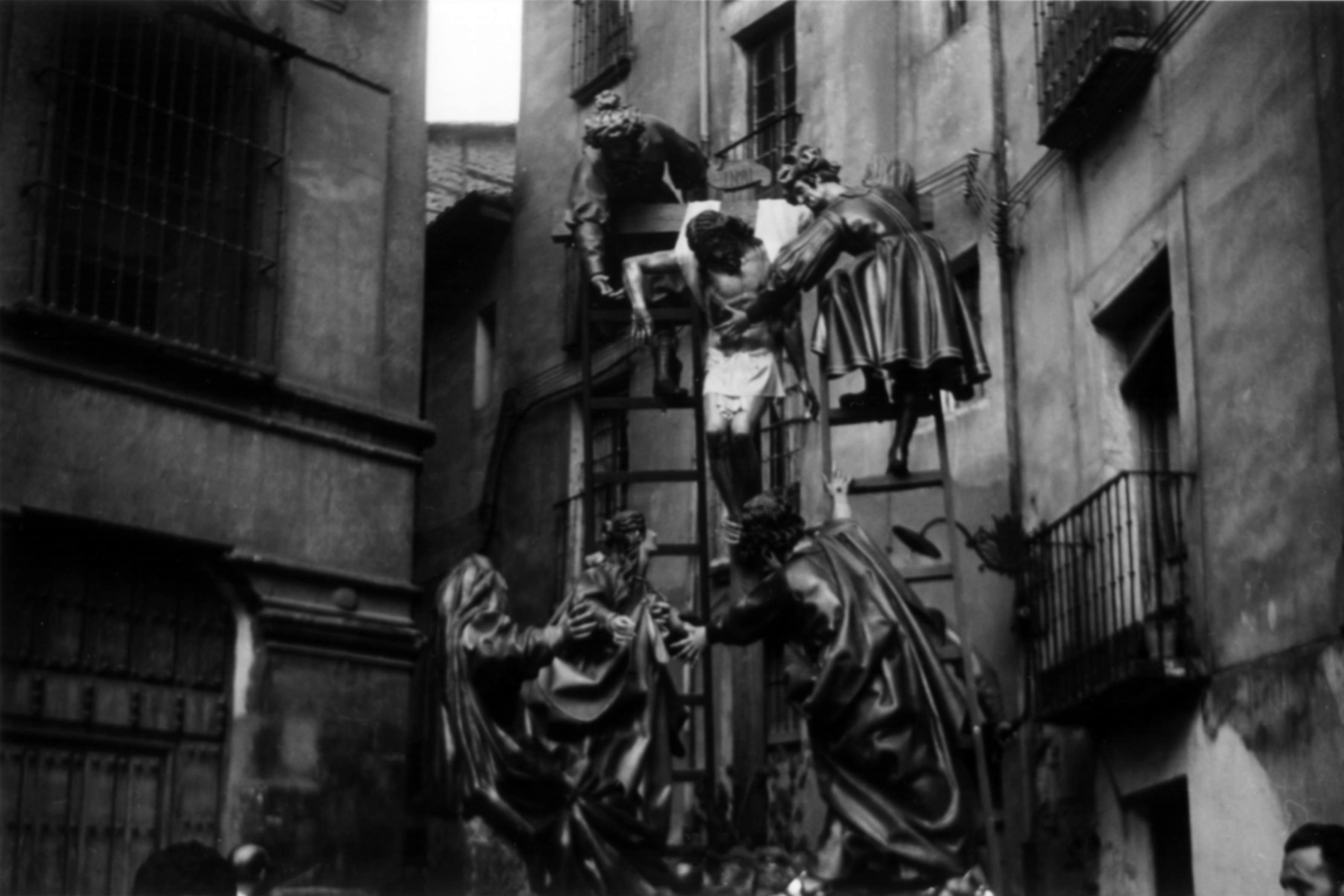
Paso de El Descendimiento, conocido también como del Reventón, uno de los más importantes de la historia de la Semana Santa vallisoletana.

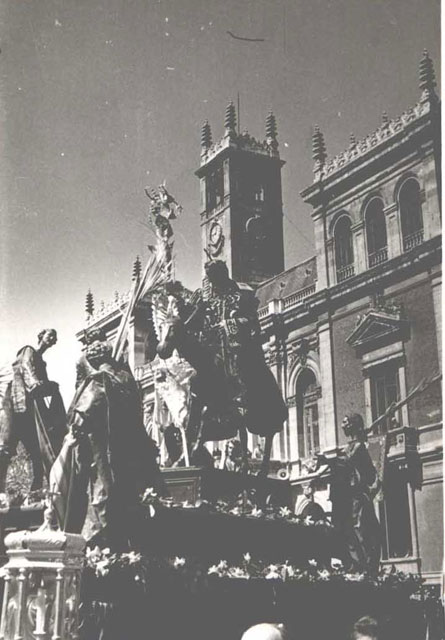
Procesión de las Palmas el Domingo de Ramos. Paso de "La Entrada Triunfal de Jesús en Jerusalén" conocido popularmente como "La Borriquilla".

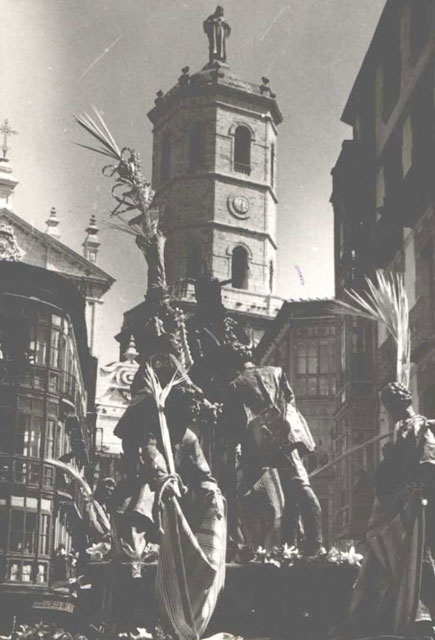
Procesión de las Palmas delante de la Catedral de Valladolid.

La Historia de la Semana Santa de Valladolid se remonta al siglo XV, cuando se comenzaron a organizar las primeras procesiones, y fue durante el siglo XVII cuando logró su mayor esplendor escultórico. Tras decaer en el siglo XIX, fue en 1920 cuando se impulsó la Procesión General del Viernes Santo, que reúne a todas las cofradías y a la mayoría de los pasos.

## Antecedentes de la Semana Santa de Valladolid
Según relata Tomé Pinheiro da Veiga, en su libro La Fastiginia, Felipe IV nace en Valladolid el Viernes Santo de 1605, estando presente el autor en la ciudad, y según la tradición castellana los que nacen en Viernes Santo son zahoríes. 
En aquella época ya se celebraban procesiones, cuyo origen se encontraba el teatro religioso: "Se realizaban en las iglesias y en los pórticos los autos de la Pasión, que eran escenificaciones que formaban parte de los oficios litúrgicos". Como aquel teatro "daba lugar a algunos comportamientos poco edificantes", se fueron transformando paulatinamente y sustituyendo a los 'actores' por imágenes, de manera que esas escenas de la Pasión dejaron de ser vivientes, para convertirse en imágenes de madera y tela.
Éstas procesiones eran las siguientes:
Primera procesión: Sale de la Trinidad a las cinco de la tarde del Jueves Santo, viene delante un guion de damasco negro, con dos puntas de borlas, que llevan dos hermanos de negro, las imágenes de las cofradías doradas muy perfectas. Esta traía la de Nuestra Señora al Pie de la Cruz, cubierta con velo negro. Delante dos trompetas destempladas con los rostros cubiertos y enlutados, que mueven a mucha compasión y tristeza. Los hermanos vestidos de bocací negro, y acompañan los siguientes pasos: 
- Paso de La Oración del Huerto, con los discípulos y el ángel.
- Paso de La Prisión-
- Paso de Nuestra Señora al Pie de La Cruz con Cristo en Brazos y Las Marías.

Va de la Trinidad a Palacio y vuelve por la Platería y Plaza, es la menor procesión, era de la Cofradía Penitencial de la Sagrada Pasión de Cristo.
Segunda procesión: Acabada la primera, sale de San Francisco a Palacio por la Platería y Cantarranas, era de la Vera Cruz y alumbraba los siguientes pasos:
- Paso de La Cena
- Paso de La Oración del Huerto con mucha soldadesca y desorejamiento de Malco
- Paso de La Santa Verónica
- Paso de La Crucifixión
- Paso de La Lanzada de Longinos a Caballo
- Paso del Descendimiento
- Paso de Cristo Nuestro Señor en Brazos de La Virgen

Tercera procesión: Viernes Santo de mañana de la Merced a Palacio, era de la Cofradía de Nuestra Señora de la Piedad.
Cuarta procesión: Sale de San Agustín con muchas cruces negras, era de la Cofradía de Jesús Nazareno.
Quinta procesión: Sale de San Pablo por la tarde, procesión de La Soledad, era de la Cofradía de Nuestra Señora de Las Angustias.

## Semana Santa a finales delsigloXVIsegún los archivos municipales
Según podemos encontrar en los archivos municipales, la primera procesión era la del Domingo de Ramos, salía de la iglesia de La Vera Cruz, El Paso de "La Borriquilla", y por la calle de Platerías llegaba a la Plaza Mayor. En El Convento de San Francisco se vendían las palmas y ramos. Terminada esta ceremonia se llevaba el paso de Jesús en su Entrada Triunfal en Jerusalén por el claustro de Santa Juana y patio de la iglesia, y después de entrar en ella con su Cofradía a La Vera Cruz.
El Miércoles Santo por la noche se procedía al traslado de los pasos desde las iglesias donde se veneraban hasta las que iban a ser puntos de partida de los cortejos procesionales en días sucesivos, así los de La Pasión iban hasta el Convento de La Trinidad Calzada, situado en la calle de La Guariza, actual de Dª María de Molina. Los de La Cruz a San Francisco, los de La Piedad a La Merced Calzada, los de Las Angustias a San Pablo y los de Jesús Nazareno a San Agustín. Este traslado se realizaba el miércoles por las disputas entre las cofradías, en los horarios de procesiones, disputas que se subsanaban mediante pleitos que eran resueltos por orden de antigüedad.
La Semana de Pasión de Sacrificio y Penitencia comenzaba realmente el Jueves Santo. La primera que salía era La Cofradía de la Pasión, Cofradía que recibía a pintores y escultores, con pendón de color negro y que estuvo domiciliada primero en el Convento de La Trinidad Calzada y posteriormente en la iglesia de La Pasión. La procesión de La Pasión salía del Convento ya mencionado efectuando el siguiente recorrido: calle de La Pasión, Plaza Mayor, Lonja, Platerías, Cantarranas, y pasando por delante de la Iglesia Mayor, regresaba por la calle Orates a la Plaza Mayor entrando en la iglesia Penitencial de La Pasión, según leemos en Fastiginia, en esta procesión desfilaban 650 hermanos de luz con blandones de cuatro pabilos y 1400 disciplinantes, un cofrade llevaba a cuestas una gigantesca cruz dorada, y detrás iban los pasos:
- La Oración del Huerto
- El Prendimiento
- Los Azotes
- Cristo ayudado por el cirineo llevando la cruz
- Nuestra Señora con San Juan y las Marías detrás.

La Cofradía de La Vera Cruz cuyo estandarte era verde, era organizadora de la segunda procesión del Jueves Santo. Saliendo del Convento de San Francisco daba la vuelta a la Plaza Mayor, entraba por Platerías, Damas, Cañuelo iba por la entonces Iglesia Mayor, hoy Catedral, calle de Orates, Fuente Dorada y Platerías, entrando allí en su iglesia llevaba 2.000 disciplinantes y mil y muchos hermanos. Los pasos que desfilaban eran
- La Última Cena
- La Oración del Huerto
- El Prendimiento y desorejamiento de Malco
- La Verónica
- La Crucifixión
- La Lanzada de Longinos
- El Descendimiento de la Cruz
- Cristo Muerto en brazos de la Virgen

La Cofradía de La Piedad organizaba su procesión el día de Viernes Santo por la mañana, salía del Convento de La Merced Descalza, y era acompañada por 600 hermanos de luz y unos mil hermanos de sangre, el estandarte de la Cofradía era un guion encarnado.
Recorría La Plaza del Museo (actual Plaza de Santa Cruz), calle de Librería, Plaza de Santa María, Cantarranas, Platerías y Lonja, Plaza Mayor, Orates y entrando en su iglesia en la calle de Pedro Barruecos (actual Fray Luis de León), no se hace referencia en la documentación consultada a los pasos que acompañan.
La segunda procesión del Viernes Santo salía por la mañana del Convento de San Agustín y estaba organizada por la Cofradía de Jesús Nazareno.
Recorría las calles de Dr. Cazalla, pasaba por delante de la iglesia de San Miguel (antigua) situada en la Plaza o Plazuela de San Miguel, seguía por la calle Las Damas, Plaza del Almirante, Catedral, Orates y Plaza Mayor, entrando en la iglesia de Jesús, en la calle de este nombre, donde aun reside la Cofradía. Los pasos que figuraban en ella eran:
- Jesús Nazareno
- El llamado Paso Grande hoy " Sed Tengo " con el Cristo de La Agonía o de Las Agonías
- El Despojo

Los hermanos ya vestían túnicas moradas y portaban cruces negras, a imitación de la caminata de Jesús hacia El Calvario. El estandarte de la Cofradía era morado.
Cuando el sol comienza a ponerse el Viernes Santo salía la procesión de La Soledad de Nuestra Señora, organizada por la Cofradía de Las Angustias, con su pendón azul y los pasos:
- La Virgen de las Angustias
- El llamado de Los Durmientes con Cristo en una urna, hoy Del Santo Sepulcro.

Salía del Convento de Dominicos de San Pablo, recorriendo la calle de Las Angustias, Plaza del Almirante y Cañuelo, pasaba por La Catedral, Orates, Plaza Mayor, Platerías, Cantarranas y desde allí a su iglesia.

## Semana Santa en elsigloXVIIIsegún Manuel Canesí Acevedo
Según Canesí las procesiones de Semana Santa en el siglo XVIII, eran las siguientes:
Primera procesión: El Miércoles Santo, después de que se han cantado las Tinieblas en todas las iglesias, sale a las nueve de la noche de la iglesia de La Santa Vera Cruz y va al Convento de San Francisco. Al día siguiente esta misma procesión se repite al anochecer, regresando por la calle Lonja, Ochavo, Platerías, calle de Cantarranas, Cañuelo y dando la vuelta a la Santa Iglesia Catedral, Pretineria, Mercaderes de Paños y Platería entrando en su templo, cerrando el párroco de Santiago por salir de su jurisdicción. Los pasos que van en ella son: 
- La Oración que Cristo hace en el Huerto.
- El Azotamiento
- La Coronación
- El de José de Amaritea y Nicodemus bajando de la Cruz a Cristo presente su Madre Santísima.

Segunda procesión: Salía antiguamente del Convento de Los PP. Trinitarios Calzados, pero hoy sale de la Ermita de Nuestra Señora de La Pasión, el jueves entre cuatro y cinco de la tarde, aunque ha habido años que ha salido más temprano por distintos problemas. Va por la Plaza del Ochavo, Platería, Cantarranas y entra en la Puentecilla del Mesón de Magaña, por medio de la Santa Iglesia Catedral sale a la calle de los Orates, baja a la de Mercaderes de Paños, y por la calle Lonja llega a la Plaza Mayor, finalizando en su Sagrada Casa. El párroco que la acompaña es el de la Patrona de Valladolid, Nuestra Señora de San Lorenzo, al salir de su jurisdicción los pasos que en ella van son:
- El Azotamiento
- Jesús Nazareno y el Cirineo ayudándole a llevar la Cruz y un judío con la lanza hiriéndole el costado y las dos mujeres que salieron al encuentro a Jesús, y la una le limpio el rostro en la calle de La Amargura, llamada La Verónica.
- Cristo Orando a su Padre Eterno, a este señor le llaman el de El Perdón y le ponen en el Campo Grande cuando hay quemados.
- Cristo en la Cruz y los judíos tirando de ella para enarbolarla con unas sogas y los dos ladrones a su vista, en el suelo en pie.
- Cristo en la Cruz y San Juan y La Magdalena Llorando y su Santísima Madre y dos judíos partiendo la vestidura o túnica in consutil
- Nuestra Señora de La Pasión con su Hijo Precioso en el regazo, este paso sale desde 1705.

Tercera procesión: El regreso de la procesión de La Cruz en la forma anteriormente narrada.
Cuarta procesión: A las nueve de la noche del Jueves Santo, sale del Templo de Las Angustias y va al Convento de San Pablo, cerrando la Parroquia de La Catedral. Los pasos que lleva esta procesión son:
- Un Cristo Crucificado (Cristo de los Carboneros.)
- Cristo en el regazo de su Madre Santísima, cuando descendió de la Cruz y los dos ladrones puestos en sus dos cruces (La Piedad del Museo.)
- Cristo en El Sepulcro
- Cristo en El Sepulcro y los guardias que le pusieron dormidos.
- Nuestra Señora de los Cuchillos. Desde 1736 solo se llevan los pasos con pocas luces para la procesión de regreso.

Quinta procesión: Sale de la Ermita de Jesús Nazareno que antiguamente lo hacía del Convento de los Padres Agustinos Calzados, al romper el alba del Viernes Santo, aunque por no poder asistir los que la componen tan temprano se ha trasladado a las ocho de la mañana. Salen vestidos de nazarenos y con cruces de penitencia al hombro. Su recorrido es el mismo que el de la Cofradía de La Pasión, salvo en su regreso, cuando llega a los Mercaderes corta por Cebaderia y entra en su iglesia, cerrando la Parroquia de Santiago. Los pasos que van en ella son.
- Jesús Nazareno
- Cuando están barrenando la cruz para ponerle en ella
- Cristo Crucificado y un judío clavando el rotulo en lengua hebrea, griega y latina, y dos sayones partiendo la túnica y jugándola a los dados.

Sexta procesión: Sale del Convento de San Pablo de los Padres Dominicos, el Viernes Santo a las dos y media de la tarde, después de haber predicado a La Soledad de María Santísima al pie de la Cruz. Sale por la puerta principal del Convento, con veinte religiosos ricamente vestidos con dalmáticas, y en ellas las armas del Duque de Lerma, que se las dio con otras muy exquisitas alhajas y velos negros por la cabeza, y en una fuente llevan cada uno de los atributos de la Pasión de Cristo. Concurre en ella la Ilustre Cofradía de Nuestra Señora del Rosario, el paso que llevan en la procesión en medio de la comunidad es:
- Nuestro Señor en el Sepulcro

Por eso se intitula esta procesión El Entierro de Cristo. Se hace una ceremonia en una capilla de claustro y todos van cantando. Con gran silencio y compostura dan la vuelta por la Plazuela de Palacio y entran por la puerta del claustro acabando en la Capilla del Sepulcro.
Séptima procesión: Sale el Viernes Santo a las cinco de la tarde de la Ermita de La Piedad, bajando a La Fuente Dorada por las calles ya mencionadas, para llegar a la Santa Iglesia Catedral, y de allí a su casa. Esta procesión salía antiguamente del Convento de Mercedarios Calzados. Cierra el párroco y capellanes de la Parroquial de El Salvador. Los pasos que lleva son:
- Cristo con la túnica encarnada sentado y detrás de la Cruz, y los atributos de su pasión repartidos en ella de talla
- Longinos a caballo dando la lanzada a Cristo y a su Madre Santísima y San Juan a su vista.
- La Cruz sola en la que murió Cristo
- José de Arimatea y Nicodemus con Cristo difunto en los brazos, cuando le bajaron de la Cruz, la que está a su vista y la Magdalena y otra figura abriendo el sepulcro.
- Nuestra Señora de La Soledad a vista de la cruz, desconsolada por la injusta muerte de su hijo amado.

Octava procesión: El Viernes Santo al anochecer se repite la misma procesión de Las Angustias con más ostentación y grandeza juntándose los diputados y cofrades, vestidos con túnicas de cengala-negra. Sale del Convento de San Pablo, bajando por la Plazuela Vieja y del Almirante, calle de Cantarranas, Platería y sube por los Mercaderes de Paños hasta las Chapineros, entrando por medio de La Catedral y de allí por la Puentecilla de Magaña finaliza en su templo.
El Jueves Santo de 1714, a las 9 de la noche, en la procesión de las Angustias a San Pablo, los alcaldes del Crimen por no llevar los estandartes como era preceptivo o al introducirse en el claro de los escribientes, se produjo su motín, del cual se dio cuenta al Consejo de Castilla. En 1731 se prohíben las formas y los agasajos públicos y se les obliga a todas las cofradías a salir de día con los problemas que ello traería pro falta de gente para alumbrar al encontrase la gente visitando los monumentos lo cual les puso en grave peligro de extinción.
Fiestas: 1.º La Vera Cruz celebra las festividades de la Invención, Triunfo y Exaltación de la Santa Cruz. 2.º La Cofradía de Nuestra Sra. de la Pasión solemniza su instituto la fiesta del Divino Precursor en el día de su degollación. 3.º Nuestra Sra. de Las Cuchillos que celebra la encarnación del Redentor del Mundo y el día 25 de marzo y en la Soledad y Angustias de su Santísima Madre en el día de los dolores y dedica a ellas desde el Lunes de Lázaro al Martes Santo una suntuosa novena. Cantando todos los sábados del año la Salve. 4.º La Virgen de la Piedad que el 15 de agosto celebra la Asunción Gloriosa a los cielos. 5.º Jesús Nazareno que celebra la venida del Espíritu Santo el segundo día de su Pascua.
La procesión de la Sagrada Pasión del Redentor:
Tiene sus antecedentes en el intento de unificación de todas las procesiones, que pretendieron hacer los alcaldes del crimen ante la proliferación de puestos de refrescos y bebidas así como de hornos de carne para mitigar los esfuerzos de los cofrades. Cosas que no eran muy propias de la santidad de los días de Semana Santa, esta disposición fue dictada el 14 de noviembre de 1806 y la firmaron Antonio Añibarro y Manuel Ramón Navarro. Anteriormente se trató de realizar otra disposición similar en 1731.
Esta idea no cuajo hasta 1810, en que por orden del general francés Kellerman solamente salió una procesión, la del Viernes Santo, un par de años más tarde al acabar la invasión francesa volvieron a salir las procesiones como los vallisoletanos querían.

## El renacer de la Semana Santa
En el año 1920 el Arzobispo Remigio Gandásegui, ayudado por Juan Agapito y Revilla historiador vallisoletano y Francisco de Cossío, entonces director del Museo Provincial de Bellas Artes, trabajaron duramente para formar la grandiosa procesión del Viernes Santo. Pero cuando ya todo estaba preparado, el tiempo obligó a suspenderla. Aquel año estaban previstas dos procesiones:
- La del Domingo de Ramos
- La del Viernes Santo

Al año siguiente, en 1921, se programaron cinco procesiones:
- El Domingo de Ramos, La entrada triunfal de Jesús en Jerusalén

- El Miércoles Santo, procesión Del Viacrucis, que salió al anochecer con los pasos:
  - Jesús Crucificado (Cristo de la Agonía)
  - Nuestra Señora de Las Angustias

- El Viernes Santo a las 5 de la tarde salía del Convento Dominico de San Pablo la procesión organizada por la comunidad religiosa, acompañando los pasos: 
  - La Soledad
  - Cristo en el Sepulcro

Solamente se hacía un recorrido por la Plaza de San Pablo, antigua Plazuela de Palacio.
- El Viernes Santo a las 6:30 de la tarde salió, desde la iglesia de Las Angustias, la Procesión del Santo Entierro los pasos que la acompañaban eran:
  - La Oración del Huerto
  - La Flagelación, hoy conocido por el nombre del Azotamiento de Jesús, aunque con la imagen de Gregorio Fernández
  - Ecce Homo o Cristo de los Artilleros
  - Jesús Nazareno
  - El Señor encuentra La Verónica, hoy conocido como Camino del Calvario
  - El Despojo Completo, con el sayón que daba nombre a este paso y que en la actualidad no sale
  - El Cristo del Perdón de la iglesia de La Pasión
  - La Crucifixión del Señor, hoy conocido por "Sed Tengo"
  - El Crucificado que era el Cristo de los carboneros
  - La Dolorosa o Virgen de La Vera Cruz, pero con la inclusión del Cristo de la Agonía detrás de ella.
  - El Descendimiento
  - La Piedad, tal como la labró Gregorio Fernández, es decir, la Virgen con su Hijo, los dos ladrones crucificados, y San Juan y la Magdalena
  - El Entierro, o sea el Cristo Yacente del Convento de Santa Catalina
  - Cristo en el sepulcro, hoy conocido como "El Santo Sepulcro"
  - La Cruz de San Diego (La Santa Cruz de la V.O.T.)
  - Nuestra Señora de los Cuchillos o de Las Angustias

- A las once de la noche el Viernes Santo salía de Nuestra Señora de Las Angustias, la Procesión de La Soledad, que por sugerencia de Gandasegui constituía una emotiva manifestación femenina del dolor de la Virgen.

El Domingo de Resurrección tenía lugar la Romería llamada El Sudario, que durante los tres días de Pascua se celebraba ante el Convento de Las Lauras. Se exponía a la veneración publica una magnífica reproducción del Santo Sudario, que actualmente se conserva en el Convento de Santa Catalina.

## Controversias entre las cofradías desde 1993
La Cofradía de Jesús Nazareno dio comienzo a los movimientos de las cofradías más antiguas para recuperar sus pasos y patrimonio, negando el Santísimo Cristo del Despojo a la Cofradía del mismo nombre. A continuación siguió la de La Vera Cruz, con la concesión del canon de cesión de imágenes a las cofradías de la Oración del Huerto, de los Artilleros, la Hermandad de Nuestro Padre Jesús Atado a la Columna y el Descendimiento, y recuperando su procesión del Jueves Santo en 1998 en su totalidad, canon que se acaba en el año 2002 salvo el de la Oración del Huerto que lo hace en 1999. Actualmente la más activa ha sido la de La Pasión, cambiando de sede al Convento de San Quirce y Santa Julita tras una estancia en la parroquial de La Magdalena y posteriormente recuperando parte de su patrimonio. La Piedad ha sido también beligerante, aunque ya no cuenta con iglesia propia, pero ha recuperado el paso de Jesús a María, antiguo Sepulcro, por lo menos en parte.

## Imágenes que ya no se procesionan en la actualidad
- Virgen de la Soledad: Propiedad de la Cofradía de la Vera Cruz, desfiló portada a hombros por su Cofradía en la procesión de Sacrificio y Penitencia.

Año desde el cual la Cofradía realiza su procesión particular (de Regla de la Vera Cruz). Es una imagen de vestir, es obra anónima realizada h.1.700. La razón puede ser la diferencia en la calidad artística frente a otras tallas, en una ciudad en la que no hay imágenes de vestir.
- La Piedad del Museo Nacional de Escultura: No sale en procesión desde 1929 en su totalidad. Es obra de Gregorio Fernández, procedente de la Iglesia de Nuestra Señora de Las Angustias. En la actualidad procesionan las figuras de San Juan, María Magdalena y los dos ladrones. La virgen no procesiona en cuanto que otra muy similar del mismo autor es la titular de la Cofradía de la Piedad.

Fue encargada a Gregorio Fernández en 1615 por los alcaldes de la Cofradía de las Angustias. Se compone la escena de la Virgen y el Cristo ya muerto cayendo hacia su lado derecho, a diferencia de la Piedad de San Martín en la cual cae hacia el lado izquierdo. Además se compone la escena del Buen Ladrón, el Mal Ladrón y las figuras de San Juan y la Magdalena.
Fernández tardo 2 años en la ejecución de las 6 piezas, la incrustación de los ojos de cristal fue realizada por Hervás Garcés y fueron policromados por Marcelo Martínez.
Gregorio Fernández entregó el grupo escultórico el 22 de marzo de 1617.
Las figuras de San Juan y la Magdalena continúan en la Iglesia de Las Angustias, y procesionando la noche del Viernes Santo. Mientras este grupo escultórico estuvo expuesto completo permaneció en la Capilla del crucero del evangelio siendo trasladado al Museo Provincial de Bellas Artes en 1842 el Cristo, la Virgen y los dos ladrones.
- Nuestro Padre Jesús Resucitado: Esta imagen fue procesionada hasta 1994, por la Cofradía de Nuestro Padre Jesús Resucitado y María Santísima de la Alegría. Es una imagen de pequeño tamaño y presenta a Jesús, quizás excesivamente musculado, semi cubierto de paño de castidad y una túnica que pende desde el cuello solamente cubriéndole por detrás.

Su mano derecha en actitud de saludo y de triunfo a las gentes. Su gesto es amable y alborozado, en su mano izquierda mantiene un fina cruz con un estandarte blanco.
Esta imagen estaba olvidada en un recóndito lugar de la iglesia de Santiago, y fue el paso titular, el primer utilizado por la Cofradía de Nuestro Padre Jesús Resucitado y María Santísima de la Alegría que lo acompañó al refundarse en 1960 hasta 1994 en que fue sustituida. Fue donada a la Iglesia de Santiago por el párroco de la misma Santiago Núñez.Tras la oportuna restauración por lo deteriorado de su estado desfilo por primera vez en 1961, la restauración fue realizada por Jesús Mier.
Por lo pequeño de su tamaño es posible pensar que no fue una talla hecha para desfilar procesionalmente, sino para formar parte de un retablo.
Salía procesionalmente en la procesión del Domingo de Resurrección acompañado de su Cofradía titular.
- Nuestra Señora de la Alegría: Es también una figura de pequeño tamaño. Se trata en realidad de una escultura de la Virgen de las Candelas del gremio de los monederos y procedente de la Iglesia de San Lorenzo. Es una talla de Virgen con niño, aunque para la procesión del Domingo de Resurrección se le retira el Niño Jesús. Se cree que es obra del taller de Gregorio Fernández, en concreto del maestro Fernández de Vega. Es una pieza de gran calidad.

Es posible que anteriormente existiese otra Virgen de la Alegría, ya que la Cofradía de Nuestro Padre Jesús Resucitado y María Santísima de la Alegría existente a mediados del siglo XVI encargó una imagen con esta advocación, pero no se sabe dónde se encuentra, ni cuál es.
- Cristo de la Espiga: Imagen de un Crucificado de madera del siglo XII o XIII que recibe culto en la Iglesia Parroquial de San Pedro Apóstol. Salía procesionalmente de la Iglesia de San Pedro junto al paso las Lágrimas de San Pedro, efectuándose un recorrido hasta la Iglesia de la Magdalena en la noche del Miércoles Santo, regresando después a sus respectivas iglesias. Esta procesión se realizó de 1967 a 1970, y era conocida como la procesión del Arrepentimiento.

Recibe el nombre de Cristo de la Espiga, ya que en la antigüedad era sacada en rogativa, cuando los campos sufrían sequías y era trasladada desde su ubicación en la Iglesia de San Pedro hasta la de los RR.PP. Carmelitas Descalzos, a extramuros de la ciudad.
La primera referencia que encontramos de este Cristo es en el diario de Valladolid de Ventura Pérez que dice: "El 30 de abril de 1737 sacaron en procesión de rogativa al Santísimo Cristo de la Espiga de la parroquia de San Pedro, habiendo precedido sus nueve días de novena por falta de agua. Le llevaron a Santa Clara, San Benito el Viejo, Chancillería, Madre de Dios y aquí en Santa Clara le cantaron sus villancicos y desde allí a su casa por detrás de la iglesia.El 14 de septiembre de 1738 también le llevaron en procesión desde su iglesia al Convento de San Pablo, por San Martín a la Corredera, con objeto de terminar la novena comenzada en San Pedro, en rogativa por agua para los campos, retornando el 18 del mismo mes a su iglesia.
Una nueva y gran sequía debió de padecer el campo castellano en mayo de 1753, pues del 25 de este mes, fue sacado el Cristo nuevamente hasta Santa Clara. De donde después de decirle una misa en esta iglesia le volvieron a su casa, prosiguiendo con una novena de sermones y misereres, por la tarde aquel mismo día.
Nueva rogativa al Cristo encontramos el 2 de junio de 1754 y 22 de mayo de 1767, en los días en los cuales es sacado en procesión solemne pidiendo agua para los resecos campos.
También existen referencias procesionales el 4 de junio de 1765 y el 9 de junio de 1783. La última vez que se recurrió al mismo fue el mes de abril de 1868.Nada se sabe de cómo llegó a la Iglesia de San Pedro este Cristo, que se encuentra del lado de la epístola, ocupando el primer altar.
El pie izquierdo está desclavado de la cruz y según la tradición es consecuencia de un milagro hecho por el Cristo. Remotamente tuvo una hermandad que le celebraba solemne función religiosa en su obsequio, el 3 de mayo fiesta de la Invención de la Santa Cruz.
- Cristo Yacente del Convento de Santa Catalina: Es una obra importante y realmente poco conocida debido a que la clausura solo habré el día de Jueves Santo, para admirar esta magistral talla de Gregorio Fernández, que realizó entre 1631 y 1636.

La procesionó la Cofradía del Santo Entierro en 1934.Su última salida del Convento se produjo en 1960, año en que viajó a París para ser exhibido en una sala preparada solamente para esta imagen.
- El Cristo de la Humildad: Es propiedad de la Cofradía de la Piedad. Hubo un Cristo anterior a éste, que ya era procesionado por esta Cofradía. Este Cristo siguió saliendo en procesión hasta 1639 o 1640, ya que a partir de 1642 no figura en ninguna planta procesional; años más tarde en Cabildo de 10 de mayo de 1677, se trató, probablemente debido a su mal estado, de :

“... la indecencia con que esta la ymajen del Cristo de la Humildad...”

La última referencia de este antiguo Ecce-Homo, la encontramos en 1684 cuando el Cofrade Antonio de Barreda, dorador y estofador, pintó la encarnadura de este Cristo.
El 14 de enero de 1691, el Escultor José de Rozas, se comprometió con la Cofradía de la Piedad para realizar una nueva imagen:
“... haria perfecta y acavada una hechura del Santo Xpto de la Humildad de cuerpo entero sentado y en blanco... regulando su valor en 100 ducados...”Esta imagen de ECCE-HOMO, ha recibido a lo largo de su historia varias denominaciones, y tras su primera acepción de “Cristo de la Humildad”, nombre que escoge la Cofradía, le han seguido “Cristo de la Caña”, porque el cetro que ostenta Jesús es una caña, “Cristo del Gallo”, por llevar en las andas en que era transportado los atributos de la Pasión y un gallo, anunciador de la debilidad del Apóstol San Pedro, y finalmente “Cristo de los Artilleros”, ya que a finales del siglo XIX, éstos le empiezan acompañar, escoltándole en la Procesión del Viernes Santo, en número de 20 soldados y un sargento. El Cristo está sentado, con manto rojo de lienzo encolado, con las manos atadas y corona de espinas. Anteriormente según Canesí detrás de este Cristo se colocaban la Cruz y los atributos de la Pasión.
- El Entierro de Cristo o Santo Entierro: Obra de Juan de Juni, quien la realizó en 1543 para la Capilla del Obispo de Mondoñedo, D. Fray Antonio de Guevara, sita en el Convento de San Francisco. El mencionado Obispo fue cronista de Carlos I.

La Capilla se edificó en 1537, tenía 20 arcos, y Juni acabaría el retablo en el cual se situó el entierro 1543-1544.
El retablo tenía en los intercolumnarios a San Francisco y San Buenaventura. Esta obra de Juni es de carácter Miguelangelesco, sobre todo el Cristo Difunto, tendido sobre el sepulcro. Luego consta de Santa María Salomé, Santa María Magdalena, San Juan consolando a la Virgen y los Santos Varones, o sea, Nicodemo y José de Arimatea. El rostro de Nicodemo arrodillado a los pies de Cristo junto a una jarra de agua se piensa que el escultor labró su autorretrato. Este dato lo podríamos confirmar si se hubiera conservado el retrato que del imaginero tenía su hijo Isaac.
Juni se atuvo para la composición del esquema habitual de disposición simétrica, pero añadió a esta simetría, tan de su gusto, algo peculiar del Renacimiento, la correspondencia de actitudes y gestos a uno y otro lado del eje vertical.
En el centro del ataúd sobre el que descansa Cristo se halla en caracteres renacentistas la siguiente inscripción: "Non in electis sepulchris nostris sepeli mortuun tuun". A cada lado imitando que cuelgan de una anilla están los escudos de Fray Antonio de Guevara, de los cuales se halla ausente el sombrero episcopal.
Este frente de arca funeraria se adorna a sí mismo con una cabeza de ángel y cintas en el centro. Es de tipo bañera y descansa sobre garras.
El Cuerpo de Cristo se halla sobre un sudario, reposando la cabeza en una almohada. Los cabellos y las barbas están cuidadosamente ordenados. La Virgen y San Juan constituyen el grupo habitual de "La Compasión", la Virgen en trance de abrazar el cadáver contenida por San Juan.Todas las telas presentan decoración grabada.
San Juan se entrecruza con la Virgen, María se halla a la izquierda del grupo central y tiene una toalla colgada al hombro que sirve de apoyo a la corona de espigas, como si fuera una preciada reliquia, en la mano derecha lleva un pañuelo que habrá sido utilizado para limpiar el cuerpo de Cristo, el rostro es de inmenso dolor.
María Magdalena se contrapone a María Salomé y está inspirada en las figuras de Miguel Ángel, ya que su rostro guarda relación con los rostros de la Capilla de los Medici. En la mano derecha lleva un pañuelo con el que limpia a Cristo. Esta figura es un auténtico despliegue del tratamiento de los pliegues, una prueba del Manierismo del maestro. Con la izquierda sostiene el pomo de perfumes y de los ojos la caen lágrimas hechas en relieve.
José de Arimatea se halla en posición forzada a la izquierda, a la cabeza del sepulcro, portando atributos de la pasión, con la mano izquierda toca la cabeza de Cristo, y con la derecha muestra una espina.
Los dos Santos Varones, tanto el ya mencionado como Nicodemo, se hallan agachados para no estorbar la visión de las restantes figuras.
El escultor ha representado a José de Arimatea sin barba, irradiando el rostro una gran pena, unas lágrimas con tenue relieve y la prominencia del labio inferior acentúan la aflicción.Nicodemo hinca una rodilla en tierra, en la mano derecha lleva el pañuelo con el que ha enjugado el cuerpo de Cristo, con la izquierda sostiene un jarro con paño intermedio para no tocarle. Este grupo escultórico fue procesionado por la Cofradía del Santo Entierro en 1931.
- El Paso de Longinos: Inicialmente fue un paso de papelón, propiedad de la Cofradía de la Vera Cruz.

A principios del siglo XVII la Cofradía de La Piedad realizó su paso grande ya en madera policromada; aproximadamente entre 1610 y 1618. No se sabe con certeza quien lo llevó a cabo, aunque es de suponer que sería algún escultor de la escuela castellana en sus comienzos, dado que no es una obra de calidad. Actualmente los restos se encuentran en el M.N.E. de Valladolid. Este paso estaría compuesto por las siguientes figuras: Cristo Crucificado, Longinos a caballo dando lanzada a Cristo, La Virgen, San Juan, La Magadalena y un sayón. la Cofradía tuvo un primer paso con este tema iconográfico hacia 1595 hecho en papelón, en el año 1605 todavía se tiene constancia del primitivo “Lonxinos”, ya que en el Cabildo de 20 de marzo se dice lo siguiente:“ que se bista de nuebo el Paso de Lonxinos con todo lo necesario”.En el año de 1745, el historiador de Valladolid Manuel Canesi describió como era este paso, que salía de la Iglesia de La Piedad demolida en 1791, “... Longinos a caballo dando lanzada a Christo ya crucificado, su Madre Santísima y San Juan y la que está a su vista...”.Aunque la referencia más importante la da Esteban García Chico al dar a conocer el contrato que se hizo en 1673 para hacer el paso del Longinos de Medina de Rioseco:“... dho paso a de tener siete hechuras, la de Ntro Señor Xptto en la Cruz, ... la de Lonxinos y el caballo, ... S. Juan, La Magdalena, y Nra Sra ... y todas las dhas hechuras en correspondencia del paso que deste mismo xenero está en la ciudad de Valladolid que tiene la Cofradía de la Piedad que sale en la Semana Santa, llevando las mismas hechuras que aquí referidas sin faltar cosa alguna...”.Las últimas noticias referidas al paso y que se encuentran documentadas en el Libro de Cabildos de 1782 – 1805, se producen en el Cabildo de 3 de marzo de 1791 donde se acuerda sacar el Longinos en la Procesión de Semana Santa de ese año, para ello varios cofrades se comprometieron a armarlo, y llevarlo a la Procesión.
En 1803 los inspectores comisionados por la Academia de Matemáticas y Nobles Artes de Valladolid, inventariaron un San Juan, una Magdalena, un Santo Cristo Crucificado y un Longinos suelto, hecho pedazos y descabalgado en la Iglesia de San Antón propiedad de la Cofradía de La Piedad, iglesia que se encontraba en la actual calle de Simón Aranda. Restos de este paso quedan actualmente en los fondos del Museo Nacional de Escultura, por ejemplo la figura del Longinos, del Sayón, y posiblemente alguna otra figura.
- Datos: Q5899502